# Danilo Bašin
Danilo Bašin, slovenski pravnik in politik, * 15. april 1943, Solkan.
Diplomiral je leta 1969 na Pravna fakulteta v Ljubljani. Kot pravnik se je najprej zaposlil pri podjetju PTT v Novi Gorici ter kasneje pri tovarni avtoelektrike Iskra v Šempetru pri Gorici. V letih 1982-1984 je bil predsednik občinskega sindikalnega sveta v Novi Gorici. Nato je bil dva mandata predsednik skupščine občine Nova Gorica (1984-1990). Leta 1991 je postal direktor podjetja za zunanjo trgovino Primex. V letih 1986-1990 je bil delegat v
zboru združenega dela, 1990 pa je bil izvoljen za poslanca zbora združenega dela Skupščine Socialistične republike Slovenije. V času, ko je bil novogoriški župan, je ta občina podpisala prvo listino o sodelovanju z občino Gorica in navezala tesnejše stike z občino Celovec, dokončan je bil namakalni sistem v spodnji Vipavski dolini, urejena protipoplavna zaščita Nove Gorice, v okviru Osimskega sporazuma pa je bila dokončana t. i. sabotinska cesta.